# Alcyonidiidae
Alcyonidiidae é uma família de briozoários pertencentes à ordem Ctenostomatida.
Géneros:
- Alcyonidioides d'Hondt, 2001
- Alcyonidium Lamouroux, 1813
- Bockiella Silén, 1942
- Demafinga Cuffey, Dodge & Skema, 2014
- Halodactyle Farre
- Halodactylus Farre, 1837
- Lobiancopora Pergens, 1889
- Paralcyonidium Okada, 1925
- Siringotenia Obut, 1953